# Extranet
L'extranet è un'estensione di una LAN che permette anche a soggetti non operanti all'interno della suddetta rete di accedere a informazioni, servizi e consultare o immettere dati.
Solitamente l'utilizzo delle stesse non equivale alla sua raggiungibilità, ma sono previste forme di autenticazione utente e di sicurezza nello scambio dei dati. 

## Descrizione
Le tecnologie solitamente più utilizzate per accedere a una extranet sono:
- VPN - Viene creato un canale dedicato in cui le informazioni vengono trasportate in modo protetto, dopo una fase iniziale di riconoscimento dell'utilizzatore e negoziazione dei parametri di connessione. Richiede quindi un accesso a Internet da parte dell'utilizzatore, ma dopo l'instaurazione del canale privato saranno disponibili tutte le risorse presenti sulla extranet.
- Web Access - L'accesso alla extranet è pubblicato su Internet, dopo una fase iniziale di riconoscimento dell'utilizzatore le funzionalità della extranet sono messe a disposizione tramite un'interfaccia Web. Richiede quindi un accesso a Internet da parte dell'utilizzatore, e che parte dell'infrastruttura ricevente sia esposta sulla rete pubblica, solitamente su DMZ e protetta da firewall.
- Linea dedicata/Accesso diretto - Viene creato un canale dedicato in cui le informazioni vengono trasportate in modo protetto, si differenzia dal primo caso perché non richiede necessariamente l'accesso a Internet da parte dell'utilizzatore, e perché il canale dedicato viene costituito a un livello inferiore di quello del protocollo di trasporto.